# Araneus elongatus
Araneus elongatus là một loài nhện trong họ Araneidae.
Loài này thuộc chi Araneus. Araneus elongatus được miêu tả năm 1989 bởi Chang-Min Yin, Jia-Fu Wang & Xie.